# تشارلز سبنسر (لاعب كريكت)
تشارلز سبنسر (بالإنجليزية: Charles Spencer)‏ (21 يونيو 1903 في المملكة المتحدة - 29 سبتمبر 1941 في المملكة المتحدة) هو لاعب كريكت بريطاني. لعب مع نادي مقاطعة غلاموركن للكريكت ‏ ونادي الكريكت في جامعة أكسفورد ‏.